# Duncan I de Escocia
Donnchad mac Crínáin (en inglés: Duncan; fallecido el 15 de agosto de 1040) fue rey de Alba. Era hijo de Crínán, abad laico (hereditario) de Dunkeld, y de Bethóc, hija del rey Máel Coluim mac Cináeda. 
A diferencia del rey Duncan de la obra Macbeth de William Shakespeare, el Donnchad histórico, y por tanto real, parece haber muerto joven. Sucedió a su abuelo Máel Coluim como rey, tras la muerte de este último el 25 de noviembre de 1034, sin una aparente oposición. Debió ser reconocido como el sucesor legítimo de Máel Coluim o tanista, debido a que la sucesión parece haber transcurrido sin incidentes. Algunos relatos más tempranos, siguiendo a John de Fordun, hacen suponer que Donnchad había sido rey de Strathclyde en tiempos de su abuelo, gobernando el primer reino de Strathclyde como un apanage. Los historiadores modernos, sin embargo, no dan crédito a esta idea.
Otra afirmación de Fordun igualmente poco fiable es la de que Duncan contrajo matrimonio con una hermana, hija o prima de Siward, conde de Northumbria. Una fuente más temprana, variante de la Crónica de los reyes de Alba (CK-I), da a la esposa de Duncan el nombre de Suthen, lo que indicaría su origen gaélico. Cualquiera que fuera el nombre de su esposa, Duncan tuvo al menos dos hijos con ella. El mayor, Malcolm III (Máel Coluim mac Donnchada) reinó entre 1057 y 1093, y el segundo, Donald III (Domnall Bán, or "Donalbane") con posterioridad. Máel Muire de Atholl también fue posiblemente hijo suyo, aunque esto es incierto.
Los primeros años del reinado de Duncan fueron aparentemente tranquilos, quizá como consecuencia de su juventud. Macbeth de Escocia (Mac Bethad mac Findláich) ocupó el cargo de dux (literalmente, duque), aunque en el contexto de la época —siglo y medio antes, los duques de Francia habían reemplazado a los monarcas carolingios y en Inglaterra el todopoderoso Godwin de Wessex recibía el apelativo de dux— esto sugiere que su poder era mucho mayor que el que correspondía al título.
En 1039, Duncan puso sitio a Durham empleando un gran número de hombres, pero la expedición fue un completo fracaso. Duncan sobrevivió, pero al año siguiente, durante una expedición al norte hacia el territorio de reino de Moray resultó asesinado por sus propios hombres en Pitgaveny, cerca de Elgin, dirigidos por Macbeth, probablemente el 14 de agosto de 1040.

## Duncan I en la ficción
Duncan I es descrito como un rey anciano en la obra de William Shakespeare Macbeth y es asesinado durante el sueño por el protagonista.
En la serie televisiva de dibujos animados Gárgolas, se lo muestra como un rey débil y conspirador que asesina a todos aquellos que considera una amenaza para su gobierno. Incluso trata de asesinar a Macbeth. Sin embargo, y al igual que ocurrió en la realidad, resulta muerto durante una batalla.
| Predecesor: Malcolm II | Rey de Escocia 1034–1040 | Sucesor: Macbeth de Escocia |